# Trey Thompkins
Howard Samuel „Trey“ Thompkins III (* 29. Mai 1990 in Lithonia, Georgia) ist ein US-amerikanischer Basketballspieler. Seine bevorzugte Position ist die des Power Forwards.

## Laufbahn
Trey Thompkins begann seine Laufbahn in der Wesleyan School in Gwinnett County. Nach seinem Abschluss ging er auf die University of Georgia, wo er von 2008 bis 2011 für die Bulldogs in der Southeastern Conference der NCAA spielte. Ein Jahr vor dem Ende seiner College-Zeit, meldete sich Thompkins zum NBA-Draft und wurde an 37. Stelle von den Los Angeles Clippers ausgewählt. Nach einer Saison bei den Kaliforniern zog sich Thompkins im Sommer 2012 eine schwere Verletzung am linken Knie zu und fiel für zwei Jahre aus. Die Clippers lösten daraufhin seinen Vertrag im März 2013 auf.
Nach der Genesung wechselte Thompkins zur Saison 2014/15 nach Russland zu BK Nischni Nowgorod. Mit dieser Mannschaft debütierte er am 17. Oktober in der Euroleague und erreichte hier zum ersten Mal in der Klubgeschichte die Runde der letzten 16. Er selbst brachte es im kontinentalen Bewerb auf durchschnittlich 14,5 Punkte und 8,1 Rebounds pro Spiel. Im Sommer 2015 wechselte Thompkins zum spanischen Verein Real Madrid. Mit der Mannschaft häufte der US-Amerikaner in den folgenden Jahr Titel auf spanischer und europäischer Ebene an. Der erste Erfolg aber war 2015 der Sieg im Copa Intercontinental und damit in einem europäisch-südamerikanischen Wettbewerb.
Mitte Juli 2022 vermeldete BK Zenit Sankt Petersburg die Verpflichtung des US-Amerikaners. Er war bis zum Ende des Spieljahres 2023/24 Mitglieder der Mannschaft und anschließend vereinslos, ehe er Anfang Februar 2024 von KK Roter Stern Belgrad geholt wurde.
Im Sommer 2024 kehrte Thompkins nach Spanien zurück, er schloss sich dem Club Basquet Coruña an. Er verpasste mit der Mannschaft im Spieljahr 2024/25 in der Liga ACB den Klassenerhalt.

### Nationalmannschaft
Trey Thompkins bestritt mit der U19-Nationalmannschaft der Vereinigten Staaten im Jahr 2009 die Weltmeisterschaft und gewann mit der Auswahl durch ein 88:80 im Endspiel gegen Griechenland den Titel. Er selbst brachte es im Laufe des Turniers auf Mittelwerte von 10,6 Punkten und fünf Rebounds pro Spiel.

## Erfolge und Ehrungen
Nationalmannschaft
- U19-Weltmeister: 2009

Real Madrid
- Copa-Intercontinental-Sieger: 2015
- EuroLeague-Sieger: 2018
- Spanischer Meister: 2016, 2018, 2019, 2022
- Spanischer Pokalsieger: 2016, 2017, 2020
- Spanischer Supercup-Sieger: 2018, 2020